# 毛主义国际主义运动
毛主义国际主义运动（英語：Maoist Internationalist Movement）是美国的一个已不存在的毛派组织。该组织声称其遵循“毛主义国际主义运动思想”（MIM Thought）。不同于绝大多数西方毛派团体（起源于传统共产党的反修正主义传统），毛主义国际主义运动是美国新左翼学生运动的产物（他们组成了新共产主义运动）。

## 历史
毛主义国际主义运动创建于1983年，最初取名为“革命国际主义运动”（Revolutionary Internationalist Movement）。哈佛大学的一个名叫“激进学者”（RADical ACADemics，缩写为RADACADS）的团体是它的前身。
1984年，该组织改名为“毛主义国际主义运动”。
1994年5月出版的《毛主义国际主义运动十周年庆》披露，毛主义国际主义运动和美国革命共产党的思想、政治和组织类似，曾申请加入美国革命共产党，但遭到了拒绝。因为它们对于毛泽东思想和托洛茨基主义以及许多小问题有分歧，书中同时披露，该组织的成员“多数是少数民族和女性”。

## 思想
认为无产阶级夺权后社会主义革命有可能被共产党内部的一个新的资产阶级资本主义复辟，在苏联的情况下，资产阶级夺取政权的是赫鲁晓夫，那是1953年斯大林之死后的事情；在中华人民共和国，则是邓小平上台，在1976年毛泽东逝世后推翻“四人帮”。
支持文化大革命。
认为帝国主义从第三世界国家压迫一部分劳动人口，攫取巨额财富，同时对工人阶级有不同的理解，帝国主义攫取巨额财富的主要国家是加拿大（包括魁北克）、美国、英国、法国、比利时、德国、日本、意大利、瑞士、卢森堡、荷兰、以色列、瑞典和丹麦。
认为部分工人阶级是“劳动贵族”，如美国白人工人就是劳动贵族。
用舆论赞成反帝国主义和民族解放斗争。
是第一个明确反对同性恋的毛派组织。
创作了一些新的英语单词。
对父权社会持有不同立场，对于女性主义作家凯瑟琳·麦金农的理论著作有独特分析。

## 出版物
所有出版物均匿名，作者通常使用代号“MC[X]”（“MC”意为“毛主义国际主义运动同志”），其中“X”是数字。
2001年以来，发行双周报《毛主义国际主义运动笔记》（MIM Notes）。曾出版《毛派寄居者》（Maoist Sojourner），一个为第三世界毛派流亡者发行的月刊。偶尔也有西班牙语出版物，名为《红色笔记》（Notas Rojas）。毛主义国际主义运动的理论刊物名为《毛主义国际主义运动理论》（MIM Theory）。